# Sabina Mugabe
Sabina Gabriel Mugabe, née le 14 octobre 1934 à Kutuma et décédée le 29 juillet 2010 à Harare, est une femme politique zimbabwéenne. Elle est la sœur cadette de l'ancien président zimbabwéen Robert Mugabe.

## Biographie
Sabina Mugabe naît le 14 octobre 1934 à la mission catholique romaine de Kutama, dirigée par les jésuites de l'ordre mariste basé à Rome, dans le district de Zvimba (en), à 80 kilomètres au nord-ouest de Harare, d'un père malawite, Gabriel Matibili et d'une mère shona, Bona.
Sabina Mugabe quitte la Rhodésie sous un nom d'emprunt en 1975 et étudie l'économie et la nutrition au Battersea College of Technology et au Richmond College (en) de Londres avant de se rendre en Nouvelle-Écosse, au Canada, pour obtenir un diplôme en développement social dans un établissement catholique. Avant de quitter la Rhodésie, elle est hébergée au séminaire catholique Silveira House, dans la banlieue de Harare, tandis que son frère Robert dirige la guérilla de la ZANU combattant les forces de l'ancien dirigeant rhodésien Ian Smith depuis des bases au Mozambique.
Elle est députée de le circonscription Makonda Est au sein du groupe Zanu-PF de 1985 à 1990, et de la circonscription de Zvimba Sud de 1990 à 2008. Elle est impliquée dans la confiscation violente de fermes appartenant à des Zimbabwéens blancs à la fin des années 1990 et au début des années 2000. Événements qui ont notamment un lien avec le meurtre d'un fermier zimbabwéen blanc par une foule que Sabina Mugabe rassemble lorsqu'elle veut s'emparer de sa maison. Terry Ford, 55 ans, est battu puis abattu d'une balle dans la tête dans sa ferme à l'ouest de Harare. Plus tôt, en novembre 2000, Sabina Mugabe informe Terry Ford qu'elle veut sa ferme "pour pouvoir s'y installer". Le fait que le vieux Jack Russell de Terry Ford, Squeak, refuse de quitter son corps ajoute une dimension poignante à l'histoire qui fait la une des journaux internationaux.
Elle est placée sur la liste des sanctions des États-Unis (en) en 2003 et y reste jusqu'à sa mort.
Sabina Mugabe est victime d'un accident vasculaire cérébral en 2007 et prend sa retraite en tant que députée en 2008. Selon le président Mugabe de l'époque, qui lui rend visite avant sa mort, un tiers de son cerveau aurait été endommagé par l'accident vasculaire cérébral.
Sabina Mugabe décède à Harare le 29 juillet 2010, à l'âge de 75 ans, des suites d'une longue maladie''.